# Конкурс скрипачей имени Паганини
Конкурс скрипачей имени Паганини (итал. Concorso internazionale di violino "Niccolò Paganini") — международный конкурс академических скрипачей не старше 34-летнего возраста, ежегодно начиная с 1954 г. проходящий в Генуе и названный в честь выдающегося итальянского скрипача Никколо Паганини (с обязательным исполнением его сочинений в конкурсной программе).
Помимо главной премии и премий за места со 2-го по 6-е, с 1989 г. в рамках конкурса присуждаются ещё четыре приза, в том числе приз за лучшее исполнение каприсов Паганини и приз за лучшее исполнение произведения современного репертуара.
В жюри конкурса в разные годы входили многие выдающиеся музыканты. С 2008 г. председателем жюри является Захар Брон.

## Лауреаты конкурса
| 1954 | первая премия не присуждена                               |
| 1955 | первая премия не присуждена                               |
| 1956 | Дьёрдь Паук (Венгрия) и Жерар Пуле (Франция)              |
| 1957 | первая премия не присуждена                               |
| 1958 | Сальваторе Аккардо (Италия)                               |
| 1959 | Стюарт Кейнин (США)                                       |
| 1960 | первая премия не присуждена                               |
| 1961 | Эмил Камиларов (Болгария)                                 |
| 1962 | Маривонн Ле Дизе (Франция)                                |
| 1963 | Олег Крыса (СССР)                                         |
| 1964 | Жан Жак Канторов (Франция)                                |
| 1965 | Виктор Пикайзен (СССР) (второе место — Филипп Хиршхорн)   |
| 1966 | первая премия не присуждена                               |
| 1967 | Григорий Жислин (СССР) (второе место — Владимир Спиваков) |
| 1968 | Мириам Фрид (Израиль)                                     |
| 1969 | Гидон Кремер (СССР)                                       |
| 1970 | первая премия не присуждена                               |
| 1971 | Моисей Секлер (СССР) (второе место — Богодар Которович)   |
| 1972 | Юджин Фодор (США)                                         |
| 1973 | Александр Крамаров (СССР)                                 |
| 1974 | первая премия не присуждена                               |
| 1975 | Юрий Корчинский (СССР)                                    |
| 1976 | Ленуца Чулей (Румыния)                                    |
| 1977 | Илья Груберт (СССР)                                       |
| 1978 | Эуджен Сырбу (Румыния)                                    |
| 1979 | Флорин Паул (Румыния)                                     |
| 1980 | первая премия не присуждена                               |
| 1981 | Илья Калер (СССР)                                         |
| 1982 | первая премия не присуждена                               |
| 1983 | первая премия не присуждена (второе место — Лоран Корсья) |
| 1984 | первая премия не присуждена                               |
| 1985 | Дмитрий Берлинский (СССР)                                 |
| 1986 | первая премия не присуждена                               |
| 1987 | Лю Шу Чинь (Китай)                                        |
| 1988 | Леонидас Кавакос (Греция)                                 |
| 1989 | первая премия не присуждена                               |
| 1990 | Наталья Прищепенко (СССР/ФРГ)                             |
| 1991 | Массимо Кварта (Италия)                                   |
| 1992 | Юлия Красько (Россия)                                     |
| 1993 | Изабелла Фауст (Германия)                                 |
| 1994 | Бин Хуань (Китай)                                         |
| 1995 | первая премия не присуждена                               |
| 1996 | Со Вин Ким (США)                                          |
| 1997 | Джованни Анджелери (Италия)                               |
| 1998 | Илья Грингольц (Россия)                                   |
| 1999 | Саяка Сёдзи (Япония)                                      |
| 2000 | Наталья Ломейко (Россия — Новая Зеландия)                 |
| 2001 | Мариуш Патыра (Польша)                                    |
| 2002 | Хуан Мэнла (Китай)                                        |
| 2004 | первая премия не присуждена                               |
| 2006 | Фэн Нин (Китай)                                           |
| 2008 | первая премия не присуждена                               |
| 2010 | первая премия не присуждена                               |
| 2015 | Ян Инмо (Южная Корея)                                     |
| 2018 | Кевин Чжу (США)                                           |
| 2021 | Джузеппе Джиббони (Италия)                                |